# Buio Omega
Buio Omega é um filme de terror italiano de 1979, dirigido por Joe D'Amato.

## Sinopse
Frank Wyler  é um taxidermista órfão de pai e mãe que vive numa belíssima mansão em uma vila com a sua governanta, Iris. Ela pretendia casar-se com Frank, mas sua esposa, Anna, estava atrapalhando seus planos. Assim, Iris decide pagar uma bruxa para que através das misteriosas forças da magia Voodo, a vida de Anna se apagasse.
Em estado terminal, a bela Anna acaba morrendo após seu último beijo em Frank que completamente transtornado, se vê na mansão, ao lado da governanta Iris, que está decidida a fazer o que for para agradá-lo. Gradativamente o estado mental do viúvo vai se agravando e num ato desesperado, decide usar de seus dotes em taxidermia para eternizar a beleza do cadáver de sua esposa.
A trama se estende ao longo do filme de acordo com Frank que encontra mulheres para satisfazer seu novo desejo de praticar sexo observando o cadáver estático de sua esposa, até encontrar o par perfeito, enquanto Iris, apenas tenta faze-lo amá-la tanto quanto ele amava à esposa. Mal sabem eles que um agente funerário está prestes a descobrir todo o mistério que se passa na vila desde a morte de Anna.

## Elenco principal
| Atores          | Personagens  |
| --------------- | ------------ |
| Kieran Canter   | Frank        |
| Cinzia Monreale | Anna & Elena |
| Franca Stoppi   | Iris         |